# Irimie Milea
Irimie Milea (n. 10 ianuarie 1894, Șelimbăr - d. necunoscut) a fost un deputat în Marea Adunare Națională de la Alba Iulia, organismul legislativ reprezentativ al „tuturor românilor din Transilvania, Banat și Țara Ungurească”, cel care a adoptat hotărârea privind Unirea Transilvaniei cu România, la 1 decembrie 1918.:p. 77

## Biografie
S-a născut la data de 10 ianuarie 1894, în comuna Șelimbăr din județul Sibiu.
Acesta a fost delegat al comunei Șelimbăr la adunarea din 1 decembrie 1918, fiind la acel moment absolvent al Seminarului Teologic din Sibiu și student în anul II la Facultatea de Drept din Cluj. S-a înrolat în Legiunea Română din Sibiu, fiind mai apoi repartizat la Serviciul de Siguranță în anul 1918. Până în anul 1920 a funcționat la Sighișoara ca subșef de serviciu al siguranței, urmând a demisiona din această funcție pentru a fi numit prim notar județean de către Prefectura Județului Târnava Mare .:p. 16

## Activitatea politică

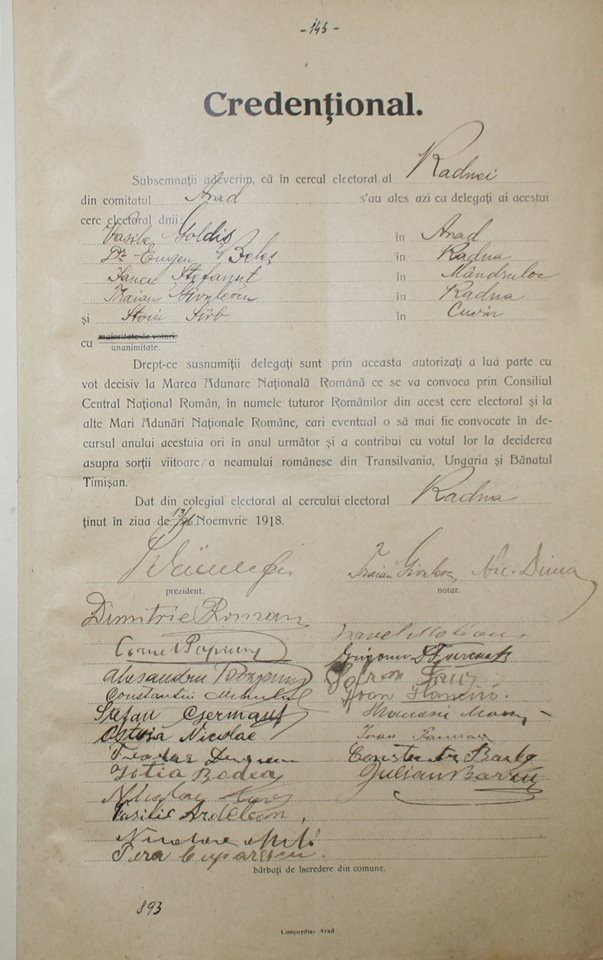
Credențional

Ca deputat în Adunarea Națională din 1 decembrie 1918 a reprezentat ca delegat de drept comuna Șelimbăr.:p. 77:p. 16